# Brie-sous-Mortagne
Brie-sous-Mortagne – miejscowość i gmina we Francji, w regionie Nowa Akwitania, w departamencie Charente-Maritime.
Według danych na rok 1990 gminę zamieszkiwało 228 osób, a gęstość zaludnienia wynosiła 32 osób/km² (wśród 1467 gmin regionu Poitou-Charentes Brie-sous-Mortagne plasuje się na 772. miejscu pod względem liczby ludności, natomiast pod względem powierzchni na miejscu 987.).